# Willa Kiersnowskich w Druskienikach
Willa Kiersnowskich w Druskienikach, zwana Wesołą (lit. vila "Linksma") – zabytkowy dom znajdujący się w Druskienikach przy ul. Čiurlionio 59, jeden z bardziej charakterystycznych budynków miasta, obecnie siedziba Muzeum Miejskiego w Druskienikach. 
Willa została zbudowana na początku XX wieku przez druskienicką rodzinę Lipchitzów, od której odkupili ją przed I wojną światową Kiersnowscy. Elementem charakterystycznym jednopiętrowego domu jest narożna trójkondygnacyjna ośmioboczna wieża dominująca nad korpusem głównym, a także tralkowe balustrady umieszczone na dachu oraz znajdująca się na parterze loggia. 
Po II wojnie światowej dom mieścił Urząd Stanu Cywilnego. Po odzyskaniu przez Litwę niepodległości w willi ulokowano archiwum i siedzibę władz Sajudisu. Na początku XXI wieku willę przekształcono w siedzibę Muzeum Miejskiego w Druskienikach. 